# CityLAZ-20
ЛАЗ А292 (СитиЛАЗ-20) — украинский 19-метровый двухсекционный низкопольный городской автобус, выпускаемый на Львовском автобусном заводе с 2007 года. Пришёл на замену ЛАЗ А291. Используется для перевозок особо большого количества пассажиров в городах. На основе  ЛАЗ А292 создан троллейбус ЭлектроЛАЗ-301.

## Модификации
- ЛАЗ A292D1 (CityLAZ 20 LF) - полностью низкопольная модификация, двигатель Deutz BF6M1013FC/ECP или Deutz TCD2013L06 4V.
- ЛАЗ A292N1 (CityLAZ 20 LF) - полностью низкопольная модификация, двигатель MAN D0836 LOH02.